# Data Sitch'inava
Data Sitch'inava (in georgiano დათა სიჭინავა?; Poti, 21 marzo 1989) è un calciatore georgiano, centrocampista del Sioni Bolnisi.

## Carriera

### Club
Ha giocato nella massima serie dei campionati georgiano e bielorusso.